# Pere Mata i Fontanet
Pere Mata i Fontanet (Reus, Baix Camp, 14 de juny o el 13 de juliol de 1811 - Reus, Baix Camp, o Madrid, 21 de maig o el 27 de maig de 1877) fou un metge català, fill del també metge Pere Mata i Ripollès. El metge reusenc Pere Barrufet va comprovar la partida de naixement de Pere Mata als arxius de la prioral de Sant Pere de Reus i certifica que va néixer el 13 de juliol.

## Biografia i obres

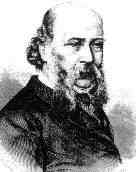
Pere Mata i Fontanet

Va estudiar de jove a Reus, on també conreà la música i el dibuix, i humanitats a Tarragona, al Col·legi Tridentí, on tingué de professor al pare Caixal, i més tard va anar a Barcelona, on estudià un any de Física experimental i Botànica i set de Medicina. Durant una epidèmia de còlera va atendre voluntàriament els malalts i estudià la malaltia. Tot just acabada la carrera, el nou metge va tornar a Reus per fer pràctiques al costat del seu pare, també metge. Va ser detingut, per participar en diverses bullangues a Reus i a Barcelona, el 1833, però la proclamació d'Isabel II li va evitar ser deportat a les Filipines. El 1835 contribuí a fundar el periòdic El Propagador de la libertad, i el 1836 i 1837 va ser redactor de El Vapor. Mata formava part del grup presidit ideològicament per Monlau, Covert-Spring, Milà i Fontanals, Antoni Ribot i Fontseré, i d'altres, que era el grup més notable de saint-simonistes a Catalunya. Participà també en les bullangues el 1835 i amb alguns d'aquests companys fou empresonat arran del Motí progressista radical de La Granja el 1836. Alliberat, i abans de tornar a Reus, impulsava encara l'octubre de 1836 El Nuevo Vapor, que substituïa la clausurada El Vapor. Arribat a Reus el 1836, va fundar, junt amb el seu amic Pere Soriguera, el periòdic La Joven España, els escrits en el qual li van costar presó, on morí Soriguera, i desterrament, que aprofità per anar a Montpeller, a la facultat de Medicina a perfeccionar estudis, i després a París, del 1838 al 1840, on passà per diversos hospitals i assistí a les classes d'Orfila.
El 1840 torna a Reus de l'exili, i el 1841 va ser Alcalde de la ciutat. El mateix 1841 marxà a Barcelona, on havia estat elegit alcalde tercer, i després va ser elegit diputat i alhora va fundar amb altres la Societat Mèdica d'Emulació. Més tard (1843) va anar a Madrid i aviat li fou encomanada la càtedra de Medicina Legal i Toxicologia i és considerat el fundador de la medicina legal professional a Espanya. A partir de 1859 va defensar el positivisme en medicina. Fou rector de la Universitat de Barcelona. El 1861 participa activament a l'entitat reusenca Centre de Lectura, constituïda feia poc, de la que en va ser nomenat "soci d'honor". El 1868 torna a estar al costat dels revolucionaris i del seu conciutadà Joan Prim, i va ser diputat a Corts per Reus on va ser membre de la Comissió Constitucional. A més d'alcalde de Reus (1841), va ser senador, governador de Madrid nomenat per Amadeu I, membre del Tribunal de Comptes i degà de la facultat de Medicina de Madrid, i va exercir encara altres càrrecs. També va escriure articles i llibres, entre ells Historia general D. Rafel de Riego (1837), Pedro Abelardo (drama inèdit) i molts altres, la majoria de medicina, com ara Reflexiones sobre la grippe (Barcelona 1837), Vademécum de medicina y cirugía legal. (Madrid 1844), Examen crítico de la homeopatía, lecciones dadas en el Ateneo de Madrid (Madrid 1851-52, 2 vols.), Compendio de toxicología (Madrid 1846), Criterio médico-psicológico para el diagnóstico diferencial de la pasión y la locura (Madrid 1868), Tratado de medicina y cirugía legal, teórica y práctica (2a ed., Madrid 1846), De la libertad moral o libre albedrío (Madrid 1868). Escrigué poesia tant en català com en castellà. Francisco Navarro Villoslada va acusar els seus tractats de medicina legal i toxicologia de materialistes, impius i dolents, i de contenir doctrina anticatòlica.
Fou també un divulgador de la llengua universal proposada per Sotos Ochando i en dictà un curs a l'Ateneo Científico y Literario de Madrid el 1861, producte del qual sortí publicat l'any següent el seu voluminós Curso de lengua universal.
Escrigué també novel·les històriques (El poeta y el banquero, 1842; Los moros del Riff o el presidiario de los Alhucemas, 1856; El idiota o los trabucaires del Pirineo, 1856; Los mártires de Siria, 1861; etc.), poesia (Fotografías íntimas, 1875). Segons Joaquim Santasusagna, l'escriptor reusenc Josep Martí Folguera deia que Mata era "metge eminent, notable filòsof, bon orador, regular poeta i novel·lista mediocre".
Organitzà el cos de metges forenses reconegut per decret de 13 de maig de 1862. Va ser el proponent de la llei de registre civil aprovada el 17 de juny de 1870. A les eleccions generals espanyoles d'agost de 1872 fou elegit diputat per la Vila Joiosa, com a les de 1869 ho fou per Tarragona, dins el Partit Constitucional. El 1874 va sofrir un atac d'apoplexia que el va deixar invàlid, però encara va tenir humor per a recollir els seus versos de joventut en el volum que titulà Fotografia íntimas. Va morir a Madrid el 21 de maig de 1877. La seva ciutat natal el va nomenar fill il·lustre, li va dedicar un passeig i a més a més porta el seu nom l'hospital mental conegut com a Institut Pere Mata.